# Operazione S
L'Operazione S fu un piano italiano, mai attuato, per condurre un attacco aereo dimostrativo durante la seconda guerra mondiale sulla città di New York. Il piano prevedeva inizialmente l'utilizzo dell'aereo da primato Piaggio P.23R, sostituito poi da un idrovolante quadrimotore CANT Z.511 e successivamente dall'aereo da trasporto Savoia-Marchetti S.M.95.

## Storia

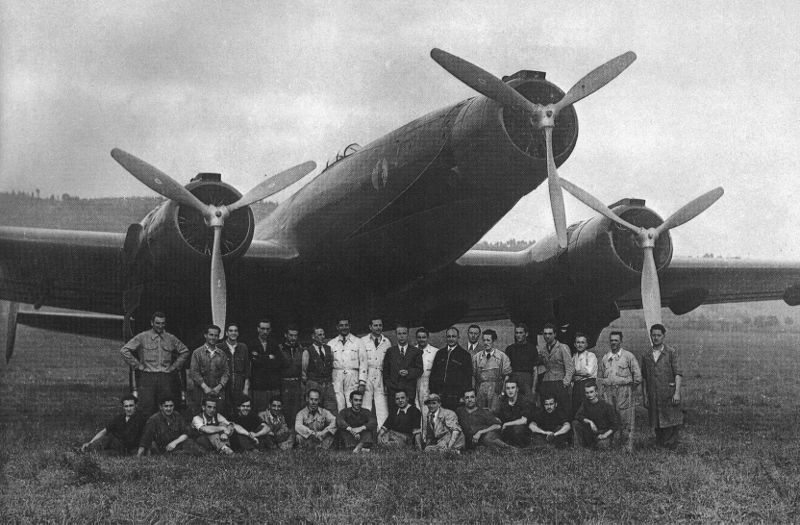
Il Piaggio P.23R dopo la modifica, equipaggiato con i motori radiali Piaggio P.XI

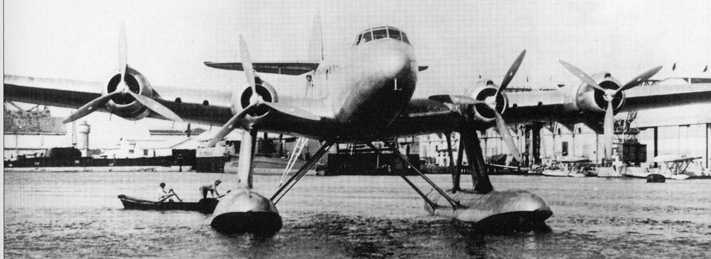
Il CANT Z.511 era uno dei mezzi proposti per il raid

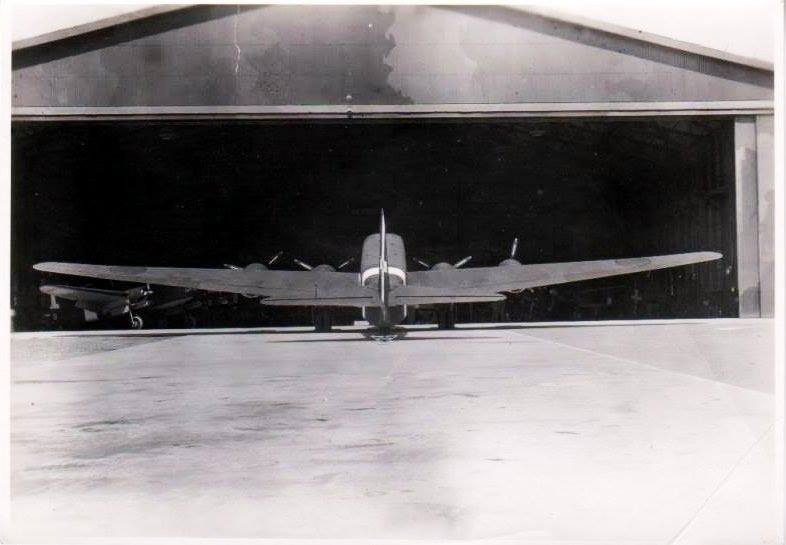
Vista posteriore del Savoia-Marchetti S.M.95

Nei primi mesi del 1942 il pilota collaudatore della Piaggio Nicolò Lana suggerì all'ingegnere Giovanni Casiraghi di utilizzare il prototipo dell'aereo da primato Piaggio P.23R, dotato di tre motori radiali Piaggio P.XI RC.40 da 1 000 CV, in un qualche tipo di missione che avesse come obiettivo la città di New York. Il P.23R non aveva autonomia sufficiente per effettuare un volo di andata e ritorno dagli Stati Uniti d'America, e Lana ne dedusse che il velivolo, da lui pilotato, sarebbe ammarato in prossimità di un sommergibile italiano appartenente alla base di Bordeaux, che avrebbe provveduto al recupero dei due aviatori presenti a bordo. Coadiuvato dal motorista Giovanni Maio, Lana aveva pianificato di raggiungere New York sul P.23R, sganciare una bomba da 1 000 kg e invertire la rotta ammarando a circa 200 km dalla costa dove incrociavano uno, o al fine di aumentare le probabilità di successo, più sommergibili oceanici della Regia Marina. Della cosa non se ne fece niente, ma l'idea attrasse l'attenzione delle autorità militari.
Il vero ideatore dell'azione dimostrativa contro New York fu, nell'aprile 1942, il generale di brigata aerea Attilio Biseo, con un'esperienza di trasvolatore insieme a Italo Balbo e comandante della Brigata aerea "Leone". Biseo ne conversò con l'ingegnere Armando Palanca e con il Capo di Stato Maggiore Generale Ugo Cavallero durante una riunione allo Stato maggiore per la presentazione del nuovo caccia Aermacchi C.202 Folgore, ma l'idea fu sul momento accantonata da Cavallero in quanto prevedeva l'uso di una portaerei, della quale la Regia Marina non disponeva, né vi sarebbe stata la possibilità di forzare allo scopo lo stretto di Gibilterra.
L'8 novembre 1942 l'idea venne ripresa e fu oggetto di analisi da parte degli stati maggiori di Regia Marina e Regia Aeronautica, in una riunione promossa dal capo di stato maggiore dell'aeronautica, generale Rino Corso Fougier; vi parteciparono anche il generale Fernando Silvestri e il sottocapo di stato maggiore, generale Eraldo Ilari, il capitano Publio Magini e l'ammiraglio Luigi Sansonetti, oltre a un capitano di vascello, sommergibilista. L'operazione doveva essere effettuata dal secondo prototipo dell'idrovolante CANT Z.511, che era inutilizzato a Monfalcone. La prevista sostituzione dei motori Piaggio P.XII RC.33 del CANT Z.511 con gli Alfa Romeo AR.135, che avevano un consumo più contenuto, pianificata per un altro volo di propaganda (il collegamento Roma-Buenos Aires) non era stata eseguita per l'impossibilità di installare gli apparati nei castelli motori dello Z.511.
Il 3 gennaio 1943, il capo di stato maggiore dell’aeronautica, generale Fougier, convocò il sottocapo di stato maggiore, generale Ilari, il colonnello Mario Porru Locci e il capitano Magini per definire il programma operativo della missione. Nel corso di altre due riunioni, svoltesi a distanza di poco più di una decina di giorni, furono discussi e risolti i restanti problemi presentati dal difficile volo.
L'11 gennaio 1943 il capitano pilota Armando Ulivi della LATI, con gli ingegneri Vuolo e Palanca, raggiunse Monfalcone per verificare lo stato dell'aereo e la sua autonomia massima. Il 7 febbraio 1943 il generale Eraldo Ilari presiedette la riunione in cui fu pianificato, nei dettagli, il volo su New York. L'aereo sarebbe decollato da Brest, in Bretagna, o in alternativa da Biscarosse, nei pressi di Bordeaux, per raggiungere la città statunitense sganciando un carico di due bombe di piccolo calibro. Considerazioni di carattere politico, per non urtare eccessivamente l'opinione pubblica statunitense e quella degli italo-americani, fecero optare Benito Mussolini per lo sgancio di un carico di manifestini tricolori. L'autonomia del velivolo, calcolata in 9 000 km, non era sufficiente per il volo di andata e ritorno, e l'aereo sarebbe ammarato in pieno Oceano Atlantico in prossimità di un sommergibile per effettuare il rifornimento di carburante e riprendere il volo di rientro per raggiungere direttamente l'Italia. In quello stesso mese Ulivi trasferì il prototipo sull'idroscalo di Vigna di Valle, presso il Centro Sperimentale.
La missione si prospettava difficile per l'elevato consumo dei motori Piaggio P.XII RC.33, che rendeva necessario non solo un rifornimento intermedio, ma anche un secondo nel caso di un consumo maggiore di quello standard. Di fronte a queste difficoltà il CANT Z.511 venne accantonato e si puntò a un nuovo velivolo terrestre, il Savoia-Marchetti S.M.95, il quale, dotato di quattro radiali Alfa Romeo 128 RC.18 da 860 CV, aveva una autonomia di 12 000 km e sarebbe stato in grado di effettuare il viaggio di andata e ritorno senza scalo. Il prototipo civile dell'S.M.95 (n/c. 41001) era andato in volo per la prima volta sull'aeroporto di Vergiate nelle mani del collaudatore comandante Guglielmo Algarotti, e i collaudi proseguirono incessantemente. Con una autonomia di 11 000 km, l'S.M.95 poteva trasportare un carico di 500 kg. Il comandante Algarotti trasferì il velivolo presso il Centro Sperimentale di Guidonia nel mese di agosto, ma il sopraggiungere dell'armistizio dell'8 settembre 1943 annullò definitivamente l'operazione.

### Annotazioni
1. ↑  Tale impossibilità ad eseguire questa operazione era stata notificata allo stato maggiore del generale G.A.r.i. Fernando Bertozzi-Olmeda in data 20 ottobre 1942.

### Fonti
1. ↑  Sgarlato 2009, p. 16.
2. ↑  Robison 2020, p. 153.
3. 1 2 3 4 5   Aprile 1942-Settembre 1943: "Operazione S" - Quando la Regia Aeronautica preparava una operazione dimostrativa per dimostrare di essere in grado di bombardare gli Stati Uniti (PDF), su eaf51.org. URL consultato il 4 novembre 2009 (archiviato dall'url originale il 6 ottobre 2022).
4. ↑  Brotzu, Cosolo 1976, p. 72.
5. 1 2 3 4 5  Brotzu, Cosolo 1976, p. 73.
6. ↑  Harrauer 2009, p. 49.
7. ↑  Brotzu, Cosolo 1976, p. 92.